# Szárnáth
Szárnáth (hindi nyelven: सारनाथ, angolul: Sarnath) a buddhizmus egyik szent helye ÉK-Indiában, Váránaszi közelében. A buddhisták számára jelentős zarándokhely. 
Váránaszitól 8-10 km-re északra van az a Szarvas-park, ahol Kr. e. 528-ban Buddha a megvilágosodása után "megforgatta a Tan kerekét", vagyis az első beszédét megtartotta és elindította útjára a leendő vallást. Itt alapította meg a szanghát, a szerzetesi közösséget is. Szárnáth akkoriban az ókori India egyik legnagyobb tudásközpontja volt kolostorokkal és templomokkal, amelyet Fa-hszien és Hszüan-cang kínai utazók is felkerestek. Buddha később, élete során többször is visszatért ide. 
Szárnáth megmaradt romjainak központi építménye az 5. századi Dhamekh-sztúpa, amelyet  hagyomány szerint azon a helyen emeltek, ahol Buddha első prédikációját tartotta 5 tanítványának. Tőle nyugatra található a Kr. e. 3. századi Dharmarádzsika-sztúpa, amelyet Asóka király építtetett, hogy Buddha földi maradványait belehelyezze. A romkertben számos kisebb kolostort és templomot találunk még, továbbá Asóka király egyik oszlopát (amely ma India hivatalos jelképe), valamint egy 1931-ben ültetett szent bódhi fát. A romkert Régészeti Múzeuma kiváló buddhista anyagot mutat be.

## Galéria

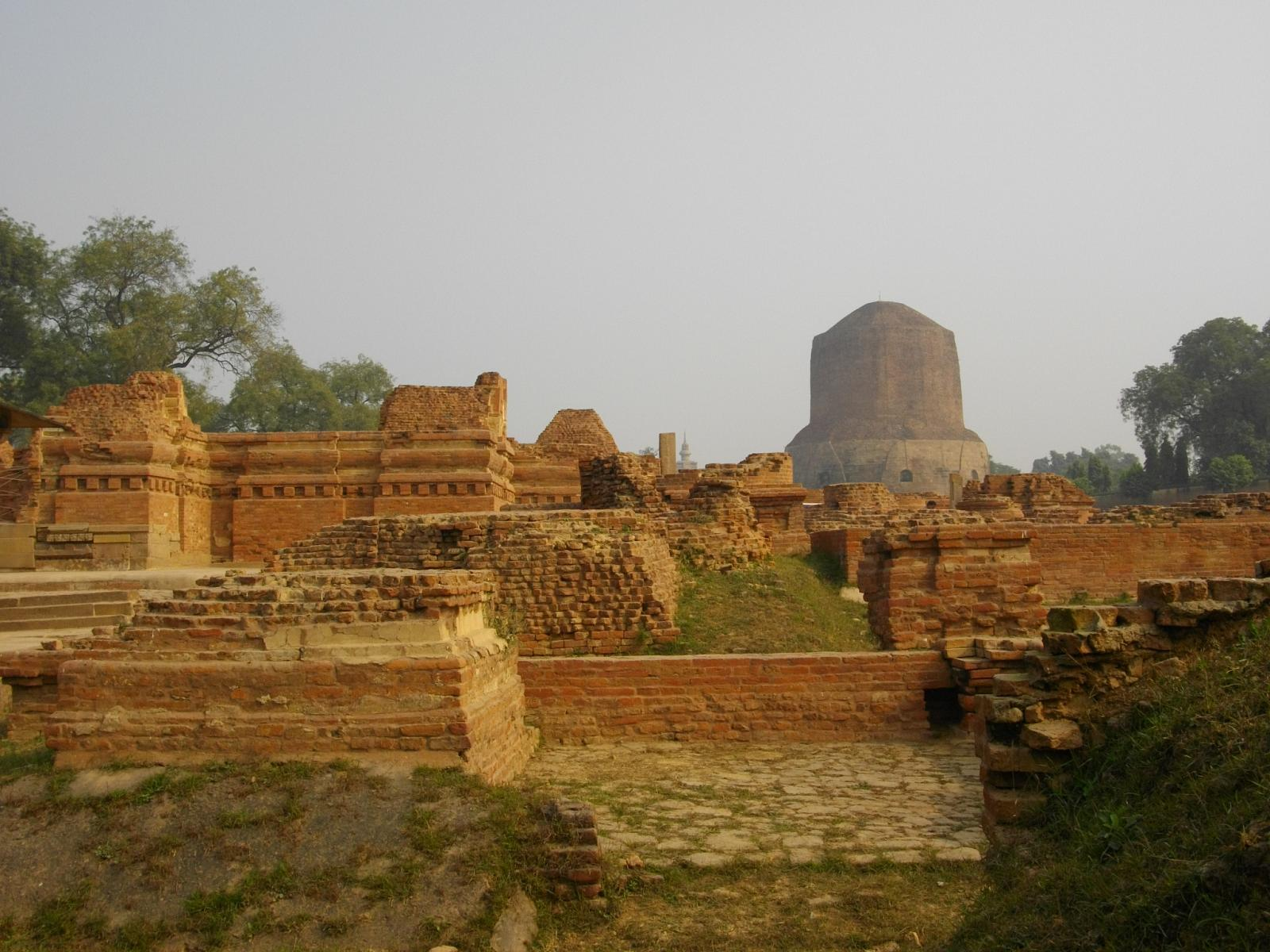
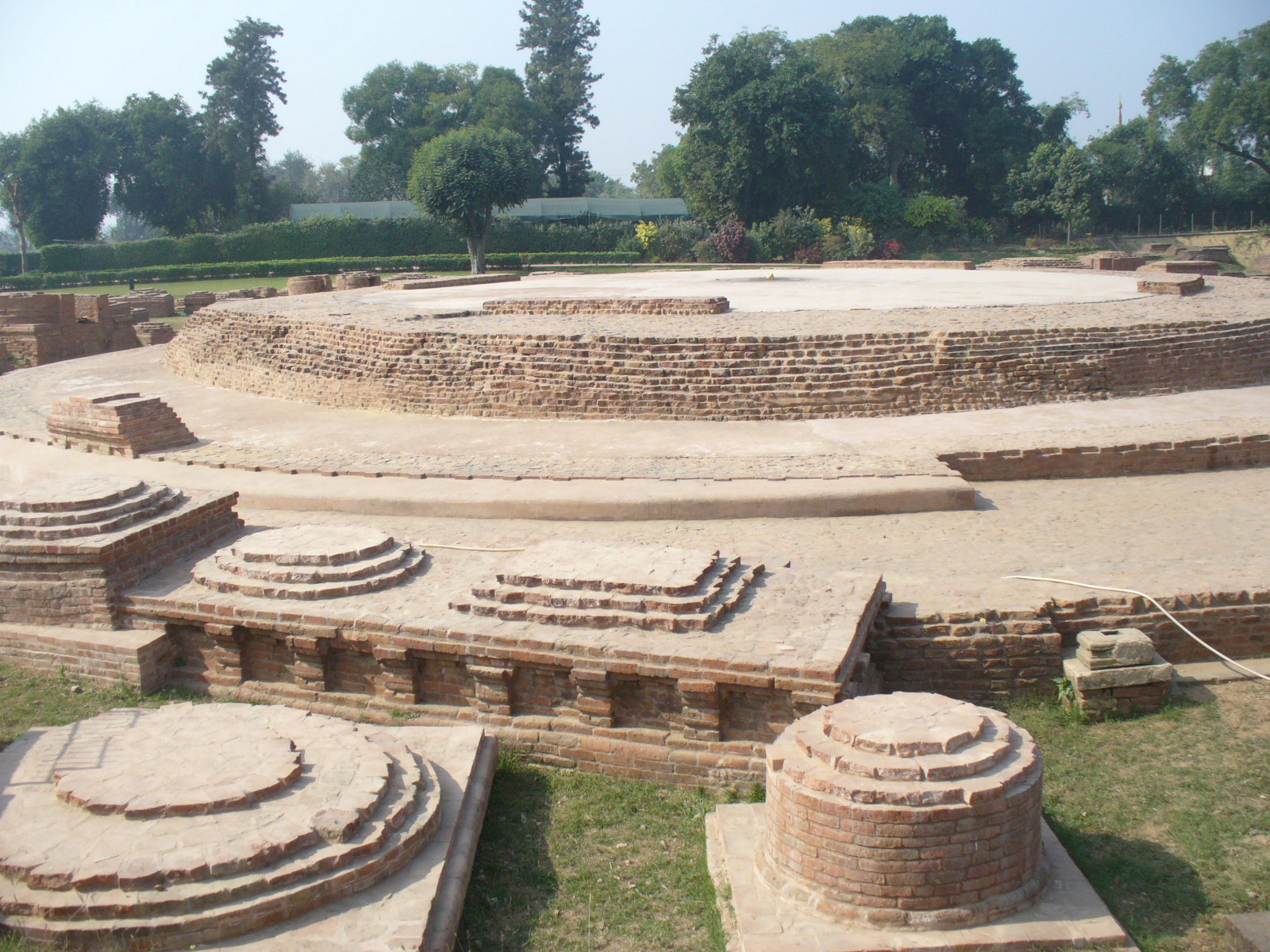
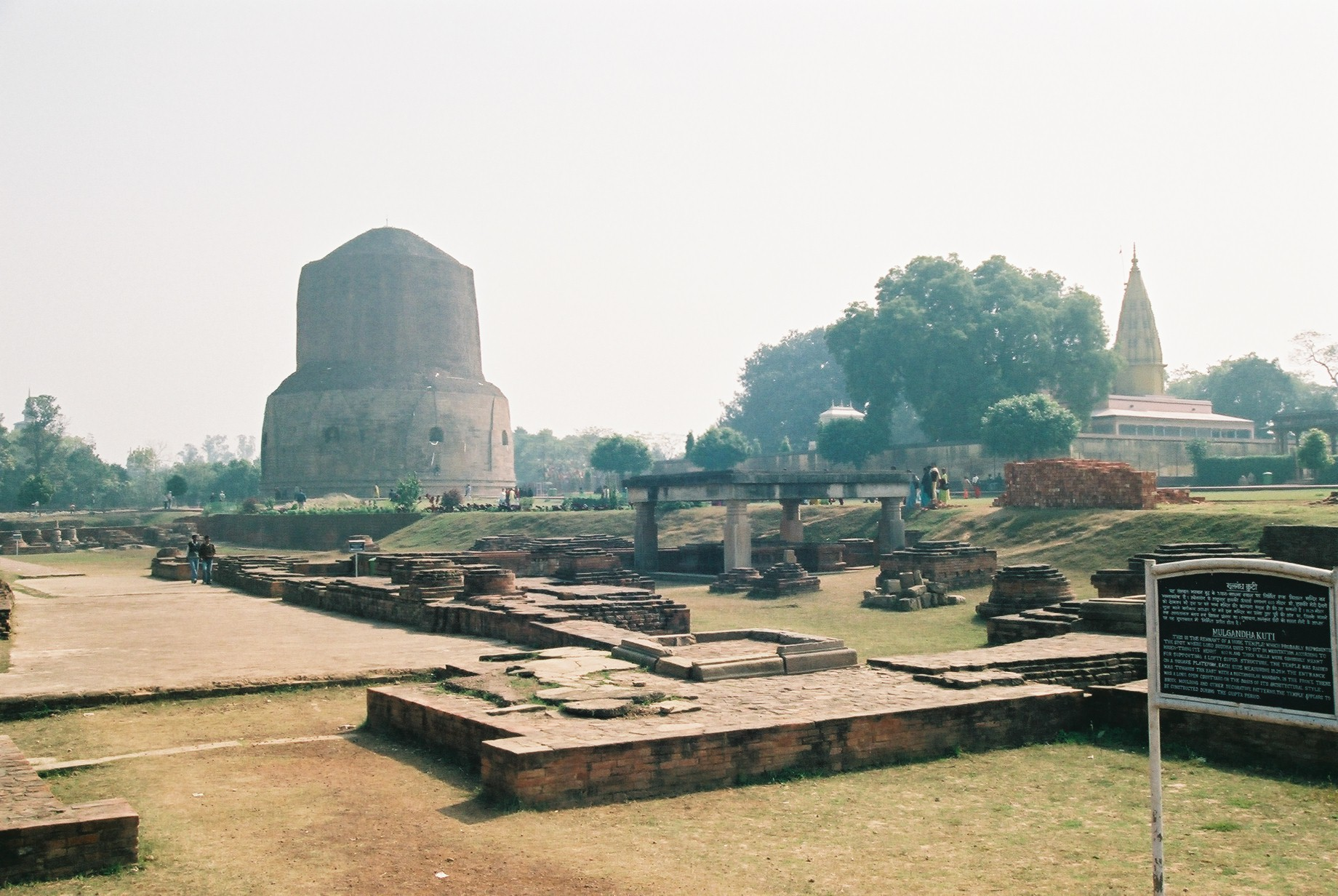
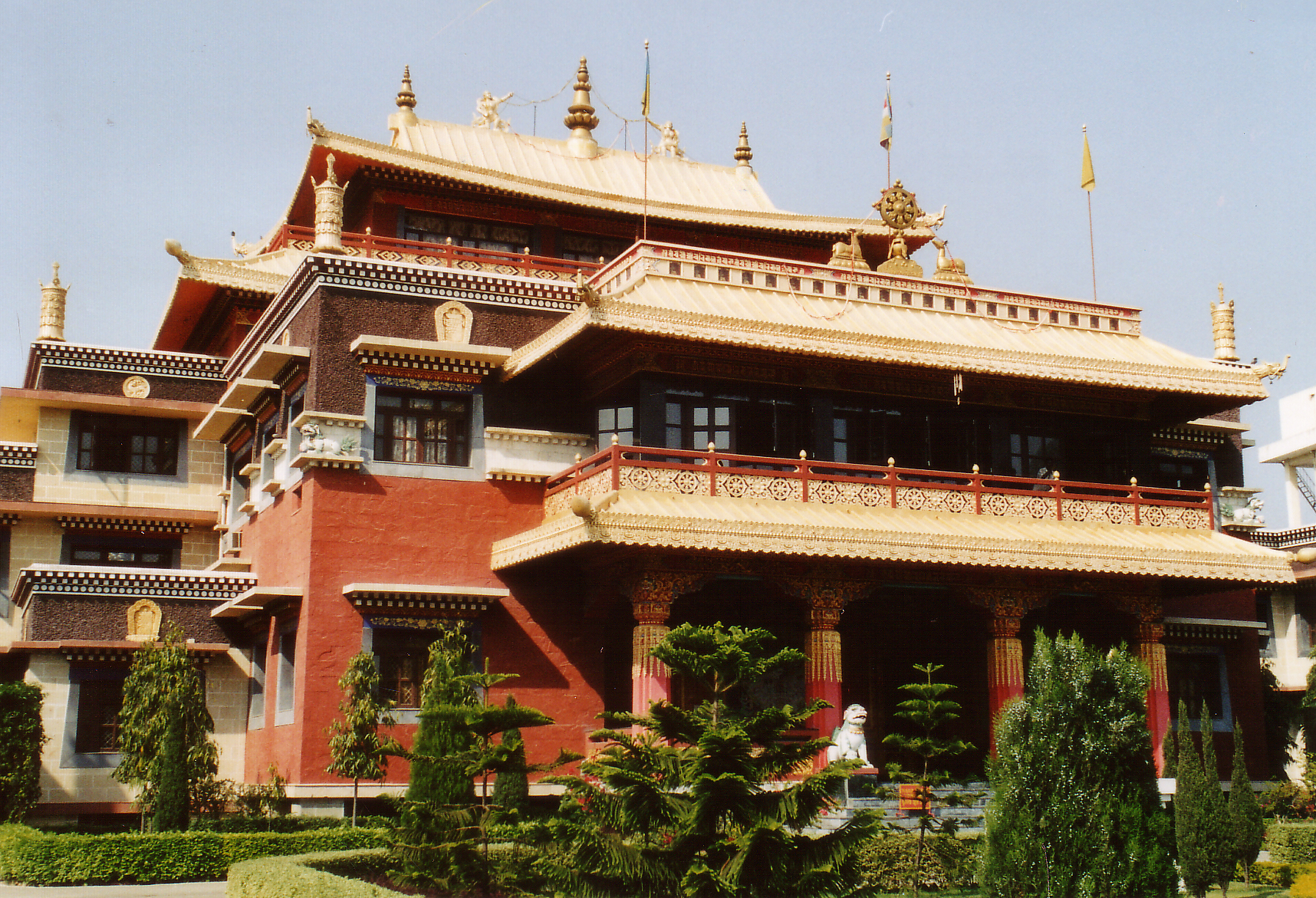
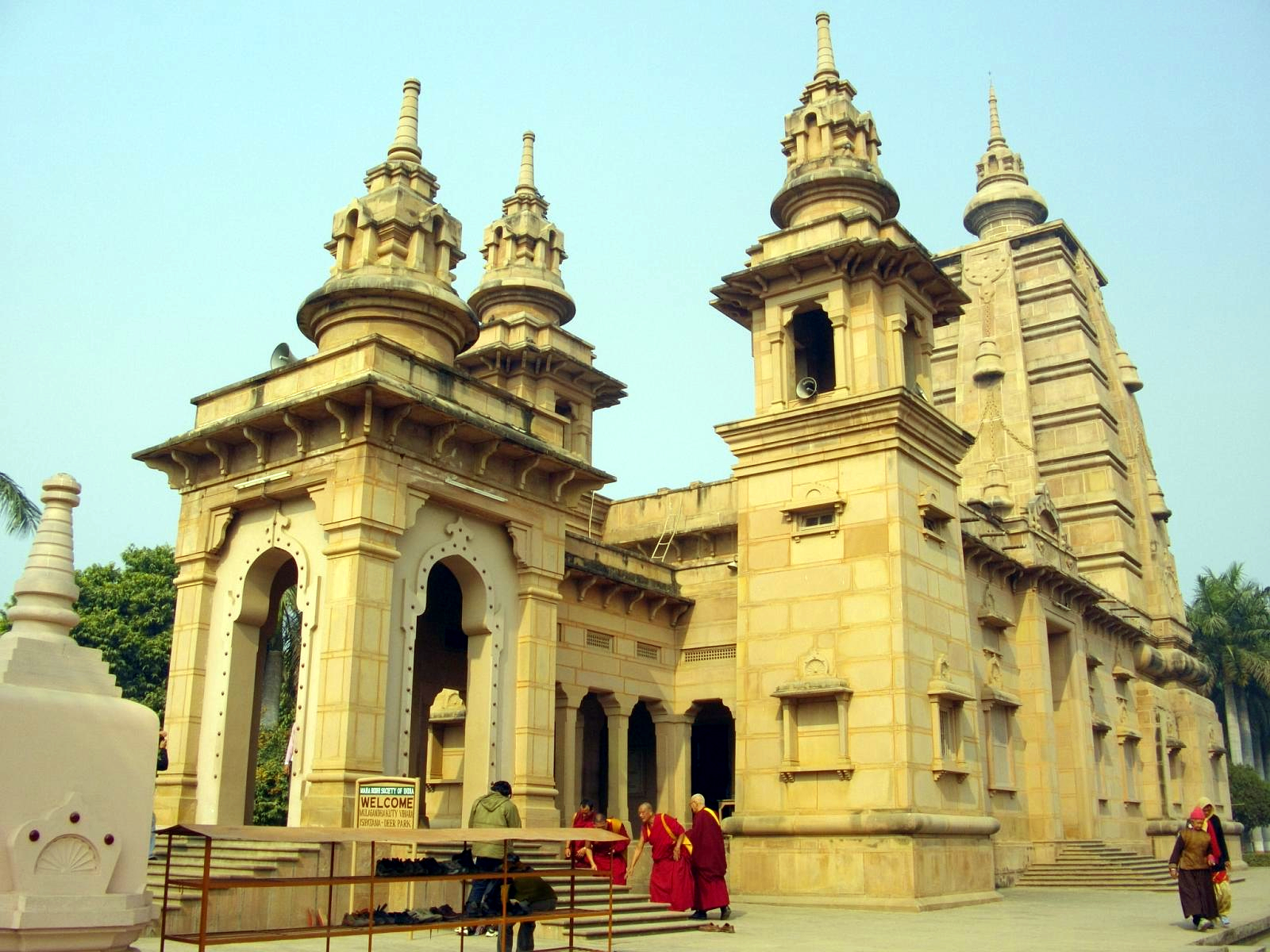

## Fordítás
Ez a szócikk részben vagy egészben  a   Sarnath című angol Wikipédia-szócikk fordításán alapul.  Az eredeti cikk szerkesztőit annak laptörténete sorolja fel. Ez a jelzés csupán a megfogalmazás eredetét és a szerzői jogokat jelzi, nem szolgál a cikkben szereplő információk forrásmegjelöléseként.